# Mansourasaurus
Mansourasaurus shahinae
Genre
Espèce
Mansourasaurus est un genre fossile de dinosaures sauropodes titanosaures, un lithostrotien basal ayant vécu en Afrique au Crétacé supérieur.
Mansourasaurus n'est connu que par une seule espèce, l'espèce type : Mansourasaurus shahinae, décrite en 2018 par Hesham M. Sallam, Eric Gorscak, Patrick M. O'Connor, Iman A. El-Dawoudi, Sanaa El-Sayed, Sara Saber, Mahmoud A Kora, Joseph J. W. Sertich, Erik R. Seiffert ET Matthew C. Lamanna.
Ses restes fossiles ont été découverts dans la formation géologique de Quseir dans l'oasis de Dakhla dans le désert Libyque à l'ouest du Nil en Égypte. Ils ont datés du Campanien (Crétacé supérieur), soit il y a environ entre 83,6 et 72,2 millions d'années. Les fossiles de vertébrés terrestres de la seconde moitié du Crétacé supérieur sont particulièrement rares car les sédiments continentaux de cet âge affleurent rarement.

## Découverte
C'est en 2016 que ce site fossilifère a été révélé, avec plus de 30 spécimens dégagés parmi lesquels des dinosaures saurpodes.
L'holotype, répertorié MUVP 200, est un squelette partiel représenté par des fragments du sommet du crâne et de sa base, les os dentaires de la mandibule, trois vertèbres dorsales, huit côtes, les scapula droite, l'os coracoïde droit, les deux humérus, le radius, un troisième métacarpien, trois métatarses et des fragments d'ostéodermes. C'est un spécimen juvénile comme le prouvent les os non encore fusionnés de sa ceinture pectorale.

## Description
Le spécimen holotype, qui n'est pas encore adulte, mesurait entre 8 et 10 m long. Sa masse d'environ 5 tonnes est celle d'un grand mâle d'éléphant africain actuel.
Les inventeurs de l'espèce décrivent plusieurs autapomorphies, des caractères dérivés uniques. Chaque os dentaire de la mandibule porte 10 dents. La symphyse des dentaires présente un « menton ». Un sillon horizontal sur le flanc intérieur du dentaire, appelé fossa Meckeliana, s'ouvre largement en bas. Les vertèbres antérieures du cou sont percées d'un foramen à l'arrière. L'extrémité distale du radius a une largeur quatre fois plus grande que sa longueur.

## Classification
Les inventeurs du genre ont placé Mansourasaurus comme un Titanosauria dérivé, un Lithostrotia en groupe frère du genre Lohuecotitan. Une grande analyse cladistique montre qu'il appartient à un clade essentiellement eurasien incluant également Ampelosaurus, Lirainosaurus, Nemegtosaurus, Opisthocoelicaudia et Paludititan, des genres à peu près contemporains.
Mansourasaurus est le titanosaure le mieux connu d'Afrique continentale (c’est-à-dire hors Madagascar) du Crétacé supérieur post-Cénomanien. Sa découverte indique que le continent africain (et plus globalement le Gondwana était beaucoup moins isolé des diverses masses terrestres eurasiennes que supposé. Les ancêtres de  Mansourasaurus  auraient atteint l'Afrique depuis l'Europe.